# Sarıkamış
Sarıkamış (Սարիղամիշի en arménien) est une ville et un district de la province de Kars dans la région de l'Anatolie orientale en Turquie.

## Géographie
Situé dans le haut plateau Est Anatolien, à plus de 2000m d'altitude, Sarıkamış a la particularité de bénéficier d'un climat subarctique (Köppen: Dfc, Trewartha: Ec), avec des hivers très rigoureux (les températures pouvant descendre en dessous de -30°C), et des étés courts et peu chauds pour la latitude. Cela en fait une station de ski ainsi qu'une des villes les plus froides de Turquie.
La superficie du district de Sarıkamış est de 1 732 km², dont 30 000 hectares sont couverts de forêts de pins sylvestres, avec une végétation de type taïga, liée au climat subarctique.

## Histoire
La ville est avant tout connue pour la bataille de Sarıkamış ayant eu lieu au début de la Première Guerre mondiale. Elle opposa les troupes russes et ottomanes dans le nord-est de la Turquie actuelle, du 22 décembre 1914 au 17 janvier 1915 : les Ottomans, désireux de reprendre Kars, russe depuis 1877, y subirent une lourde défaite. Chaque année, la Turquie y commémore ses 33 000 morts, pour la plupart de froid.

## Culture et patrimoine

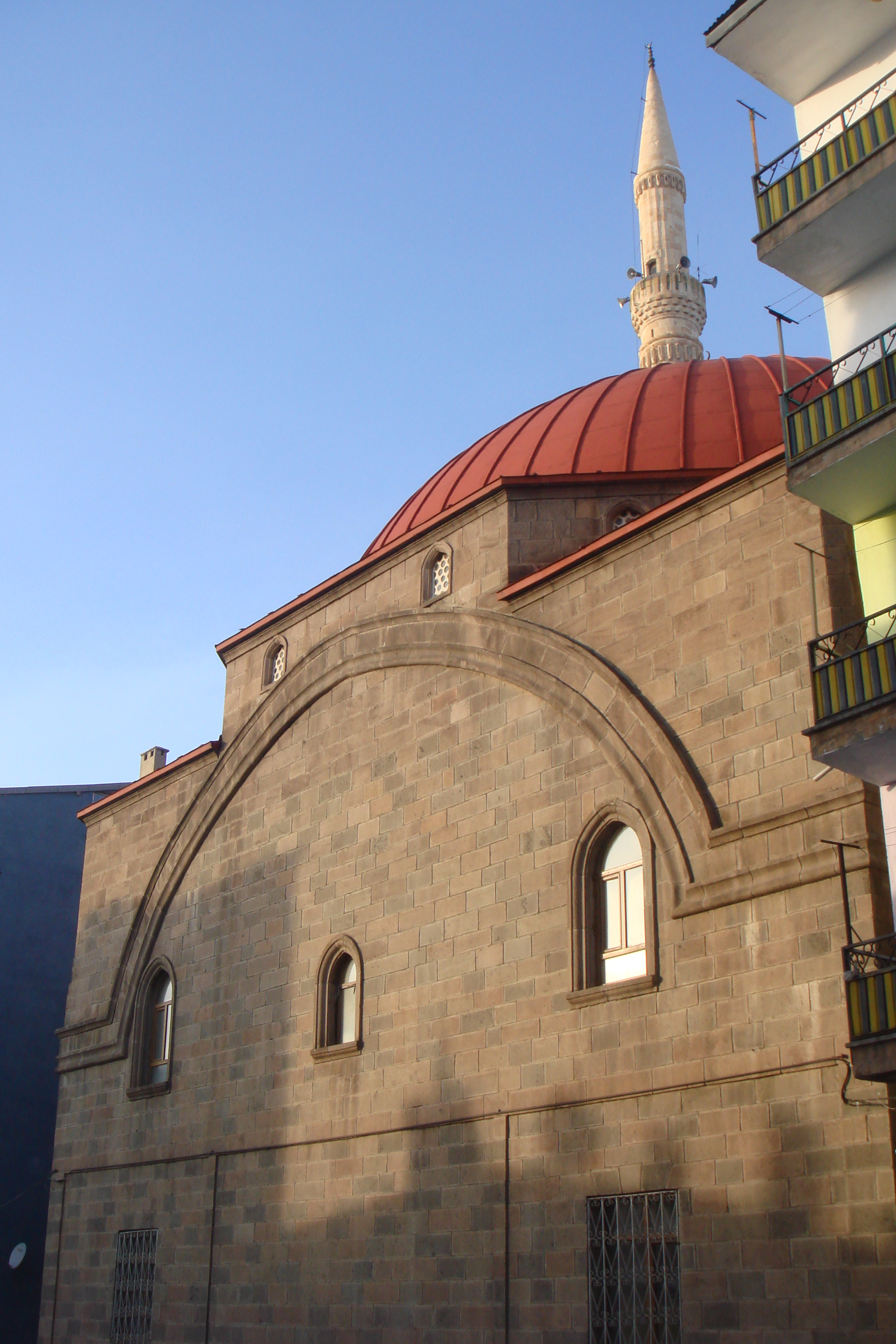
Grande Mosquée.
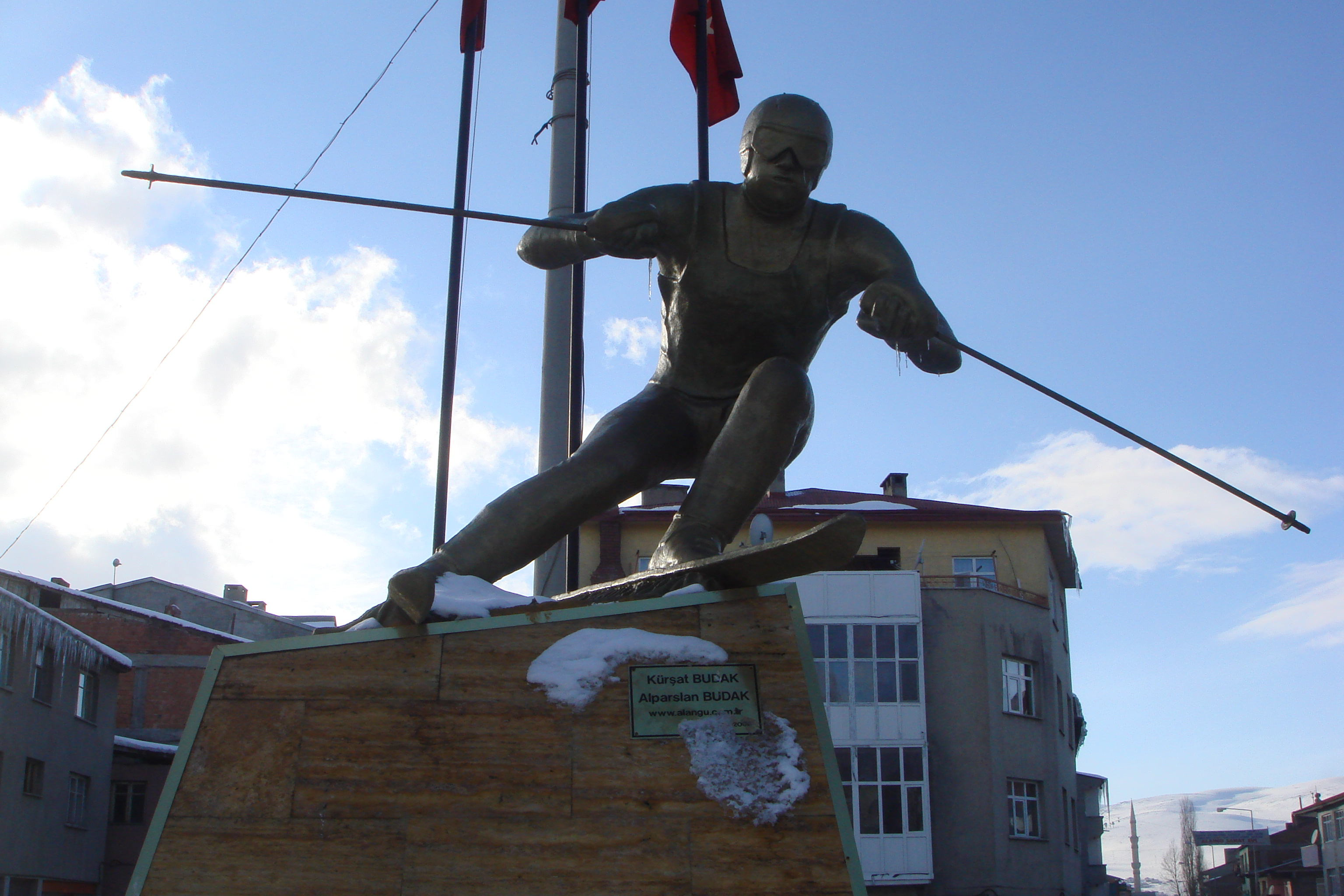
Le monument aux skieurs.
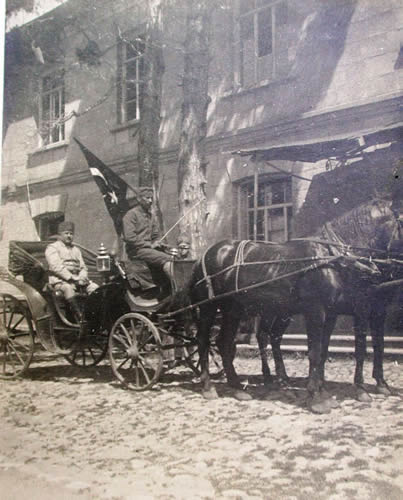
Le pacha Kâzım Karabekir en visite (environ 1921).